# (118194) Sabinagarroni
(118194) Sabinagarroni  es un asteroide perteneciente al cinturón de asteroides, descubierto el 30 de septiembre de 1994 por el equipo del Observatorio Astronómico de Farra d´Isonzo desde el propio Observatorio de Farra d´Isonzo, en Italia.

## Designación y nombre
Designado inicialmente como 1994 SD. Fue nombrado en honor de Sabina Garroni (n. 1972), astrónoma aficionada italiana, vive en Gradisca d'Isonzo.

## Características orbitales
(118194) Sabinagarroni orbita a una distancia media del Sol de 2,393 ua, pudiendo acercarse hasta 2,002 ua y alejarse hasta 2,784 ua. Tiene una excentricidad de 0,163 y una inclinación orbital de 5,038 grados. Emplea en completar una órbita alrededor del Sol 1352,01 días.

## Características físicas
Su magnitud absoluta es 16,53.